# Spil inden for spilteori
Spilteori bliver ofte beskrevet som en gren af anvendt matematik og økonomi, der studerer situationer, hvor spildeltagere handler på forskellige måder i et forsøg på at maksimere deres gevinst. Nedenfor ses en liste over det mest studerede spil.

## Forklaring af egenskaber
Spil kan have forskellige egenskaber. Her er en list med nogle af de vigtigste:
- Antal spillere: Enhver person, som har indflydelse på spillet, eller som får et udbytte, der er afhængigt af spillet udfald er en spiller.
- Strategier per spiller: Spillerne kan vælge mellem et antal forskellige handlingsmønstre, som kaldes strategier.
- Antal rene strategiNash-ligevægte: Er antallet af rene strategier (dvs. strategier, som ikke indeholder tilfældighed) som er Nash-ligevægte. En Nash-ligevægt er en situation, hvor ingen spiller kan få noget ud af at ændre sin strategi.
- Sekventielt spil: Sekventielle spil er spil hvor flere spille ikke kan trække samtidigt. Skak er et eksempel på et sådant spil. Et kendt eksempel på det modsatte: Det simultane spil, er

sten, saks, papir.
- Perfekt information: Det betyder at spillerne kender alle træk, der er blevet trukket før de selv trækker.
- Konstant sum: Spil hvor summen af udbyttet er konstant. Hvis en spiller øger sit udbytte, er det derfor på bekostning af andre spillere.

## List af spil
| Spil                            | Antal spillere | Strategier per spiller | Antal ren strategi Nash-ligevægte | Sekventielt | Perfekt information | Konstant sum |
| ------------------------------- | -------------- | ---------------------- | --------------------------------- | ----------- | ------------------- | ------------ |
| Kønnenes kamp                   | 2              | 2                      | 2                                 | Nej         | Nej                 | Nej          |
| Kagedeling                      | uendelig       | uendelig               | variabel                          | Nej         | Ja                  | Ja           |
| Tusindbenspillet                | 2              | variabel               | 1                                 | Ja          | Ja                  | Nej          |
| Kylling (eller høg-due-spillet) | 2              | 2                      | 2                                 | Nej         | Nej                 | Nej          |
| Koordinationsspil               | N              | variabel               | >2                                | Nej         | Nej                 | Nej          |
| Cournojts spil                  | 2              | uendelig               | 1                                 | Nej         | Nej                 | Nej          |
| Deadlock                        | 2              | 2                      | 1                                 | Nej         | Nej                 | Nej          |
| Diktatorspillet                 | 2              | uendelig               | 1                                 | N/A         | N/A                 | Ja           |
| Middagsdilemma                  | N              | 2                      | 1                                 | Nej         | Nej                 | Nej          |
| Dollarauktion                   | 2              | 2                      | 0                                 | Ja          | Ja                  | Nej          |
| El Farol bar                    | N              | 2                      | variabel                          | Nej         | Nej                 | Nej          |
| Gæt 2/3 af gennemsnittet        | N              | uendelig               | 1                                 | Nej         | Nej                 | Ja           |
| Kuhn poker                      | 2              | 12 & 4                 | 0                                 | Ja          | Nej                 | Ja           |
| Plat/krone match                | 2              | 2                      | 0                                 | Nej         | Nej                 | Ja           |
| Minoritetsspil                  | N              | 2                      | variabel                          | Nej         | Nej                 | Nej          |
| Nashs forhandlingsspil          | 2              | uendelig               | uendelig                          | Nej         | Nej                 | Ja           |
| Piratspillet                    | N              | uendelig               | uendelig                          | Ja          | Ja                  | Ja           |
| Fangernes dilemma               | 2              | 2                      | 1                                 | Nej         | Nej                 | Nej          |
| Sten, saks, papir               | 2              | 3                      | 0                                 | Nej         | Nej                 | Ja           |
| Screeningsspillet               | N              | variabel               | variabel                          | Ja          | Nej                 | Nej          |
| Signalspil                      | N              | variabel               | variabel                          | Ja          | Nej                 | Nej          |
| Hjortejagt                      | 2              | 2                      | 2                                 | Nej         | Nej                 | Nej          |
| Tillidsspillet                  | 2              | uendelig               | 1                                 | Ja          | Ja                  | Nej          |
| Udmattelseskrig                 | 2              | 2                      | 0                                 | Nej         | Nej                 | Nej          |
| Ultimatumspillet                | 2              | uendelig               | uendelig                          | Ja          | Ja                  | Ja           |